# Сильянова Наталія Василівна
Ната́лія Васи́лівна Силья́нова (* 1971) — українська баскетболістка, чемпіонка Європи 1995 року.

## З життєпису
Народилася 1971 року в місті Дніпропетровськ.
Вихованка СДЮСШОР № 5. Одним із наставників був Ісаак Майзлін. Першим клубом в кар'єрі був Динамо-НПУ, в складі якого стала переможницею чемпіонатів України протягом 1993—1996 років.
В складі збірної України стала чемпіонкою Європи 1995 року.
На Олімпіаді в Атланті в складі команди посіла 4 позицію; провела всі 8 зустрічей, відіграла 108 хвилин і набрала 32 очка.
Виступала за:
- БК «Сталь» (Дніпропетровськ) — 1989—1993
- Динамо-НПУ — 1993—1996
- Козачка-ЗАлК — 1995—2000
- Union Sportive Valenciennes Olympic — 2000—2001
- Libertas Trogylos Basket — 2002—2003
- Казаночка (баскетбольний клуб) — 2003—2004
- Динамо (жіночий баскетбольний клуб, Новосибірськ) — 2004—2005
- Козачка-ЗАлК — 2005—2008
- Динамо-НПУ — 2009—2010
- Луганські ластівки — 2010—2011
- Динамо-НПУ — 2011

2011 року завершила спортивну кар'єру.